# Interesse legale
L'interesse legale è il rapporto tra un oggetto e un bene della vita, il quale esprime il valore che per il soggetto assume il bene da cui egli ricava una qualche utilità di ordine materiale o immateriale. 
Per quanto riguarda il rapporto tra il diritto oggettivo e l'interesse, sono interessi giuridicamente protetti tutti quelli considerati meritevoli di tutela giuridica dall'ordinamento.